# Carlos Blixen
Carlos Samuel Blixen Abella (Montevideo, 27. prosinca 1936.), urugvajski je profesionalni košarkaš koji se natjecao na dvije Olimpijade.

## Karijera
Blixen je s urugvajskom reprezentacijom osvojio brončanu medalju na Olimpijskim igrama 1956. Četiri godine nakon sudjelovao je i na Olimpijskim igrama 1960. godine. Blixen je sudjelovao dva puta na Svjetskim prvenstvima.
Godine 1959. postigao je 39 bodova u pet utakmica te 1963. godine kada je u 8 utakmica postigao 72 bodova.